# Клімов Георгій Олексійович
Георгій Олексійович Клімов (нар. 7 червня 2000) — український футболіст, воротар.

## Життєпис
Вихованець київського ЦСКА, у футболці якого займався з 2014 по 2015 року. Окрім столичних «армійців», у ДЮФЛУ виступав за «Колос» (2015—2019). У першій половині сезону 2019/20 років перебував у заявці молодіжної команди ковалівського клубу, за яку зіграв 1 матч, проти донецького «Шахтаря» («гірники» обіграли «Колос» з рахунком 3:1). Під час зимової перерви в сезоні 2019/20 років залишив команду. 
У березні 2020 року перейшов у «Гірник-Спорт». Дебютував у команді з Горішніх Плавнів 1 серпня 2020 року в програному (2:3) виїзному поєдинку 4-го туру Першої ліги України проти МФК «Металург» (Запоріжжя). Георгій вийшов на поле на 67-ій хвилині, замінивши Романа Данковича. Взимку 2021 року став одним з небагатьох футболістів, які залишилися на контракті в «Гірник-Спорті».